# Cueva de Spannagel
Cueva de Spannagel (en alemán: Spannagelhöhle) es una cueva turística cerca de Hintertux, en los Alpes de Zillertal, en el estado austríaco de Tirol. En la actualidad unos 10 kilómetros de la cueva se han descubierto, visitas guiadas permiten el acceso a 500 metros de la cueva. Su entrada se encuentra por debajo de la Spannagelhaus (2531 m), un refugio de montaña a cargo del Club de Turismo de Austria (OTK). La cueva y la cabaña se llamaron así en honor del Dr. Rudolf Spannagel, que fue el presidente de la OTK de 1902 a 1904.